# Francesco Siacci
Francesco Angiolo Vincenzo Siacci, o Francesco Angelo Siacci (Roma, 20 aprile 1839 – Napoli, 31 maggio 1907), è stato un matematico e politico italiano.

## Biografia
Nacque a Roma il 20 aprile 1839 da Matteo Siacci, militare di origini corse, e Beatrice Badaloni. Orfano del padre in tenera età, riuscì a concludere gli studi grazie alla madre e conseguì nel 1860 la laurea ad honorem in matematica presso l'Università La Sapienza di Roma, la prima data in Italia; tra i suoi maestri vi furono Barnaba Tortolini e Paolo Volpicelli e godette dell'amicizia di Baldassarre Boncompagni Ludovisi, principe di Piombino.
Dopo la laurea, mosso da sentimenti patriottici, si trasferì a Torino dove si arruolò nel Regio Esercito; il 15 settembre 1861 fu nominato sottotenente nello stato maggiore dell'artiglieria e prestò servizio nel marzo 1863 nel 9º reggimento di artiglieria. Rimase in servizio attivo fino all'11 ottobre 1888, raggiungendo il grado di tenente colonnello, e partecipò alla terza guerra d'indipendenza, ricevendo numerose onorificenze tra cui la croce di commendatore dell'Ordine della Corona d'Italia e di ufficiale dell'Ordine dei Santi Maurizio e Lazzaro. Già prima che finisse la guerra fu destinato alla Scuola d'applicazione d'artiglieria e genio dell'Arsenale di Torino, dove divenne professore aggiunto, e poi dal 1872 titolare, della cattedra di balistica. Nel 1879 divenne professore ordinario di meccanica superiore presso l'Università degli Studi di Torino mentre dal 1893 al 1907 fu professore ordinario di meccanica razionale e superiore presso l'Università degli Studi di Napoli Federico II, succedendo al deceduto Dino Padelletti e ricoprendo anche il ruolo di preside di facoltà. Su sua domanda fu collocato a riposo per anzianità di servizio nel 1892 e passato in vari ruoli di riserva gli fu conferito il grado di colonnello il 4 luglio 1895 e poi di maggior generale il 17 maggio 1907.
Fu eletto alla Camera dei deputati nelle file della Sinistra prima nella XVI e poi nella XVII legislatura, venendo nominato Senatore del Regno il 10 ottobre 1892 nella categoria 18, avendo fatto parte per sette anni della Società italiana delle scienze detta dei XL. Si impegnò su diverse questioni inerenti soprattutto l'ordinamento militare, ferrovie e trasporti in genere, acque pubbliche e bonifiche oltre che le condizioni del personale delle scuole classiche, tecniche, normali e dell'università; fu di particolare rilevanza la presentazione nel 1907 di un disegno di legge al Senato per il neonato Politecnico di Torino.
Secondo Filippo Burzio è a Siacci che va attribuita la nascita di una "vera scuola balistica italiana"; fu in questo settore che ottenne il maggior successo, occupandosi nei suoi studi anche di meccanica analitica, meccanica dei corpi rigidi oltre che di fondamenti e principi della meccanica razionale. Tra gli anni 1870 e 1880 produsse una vasta letteratura scientifica nel campo balistico, culminata nella pubblicazione del suo trattato Balistica nel 1888, e gli fu riconosciuto il merito di aver portato la balistica dal campo teorico alle applicazioni di tiro; influenzato dagli studi di Paolo Ballada di Saint Robert elaborò un metodo di integrazione tra l'equazione dell'odografia con altre equazioni differenziali del moto arrivando alle espressioni integrali, le "formole del tiro".
Fu membro di numerose istituzioni scientifiche tra cui: l'Accademia Nazionale dei Lincei, di cui fu socio corrispondente dal 7 gennaio 1872 e socio nazionale dal 13 febbraio 1890, la Società italiana delle scienze detta dei XL, di cui fu membro dal 1879, l'Istituto Lombardo Accademia di Scienze e Lettere di Milano, di cui fu membro corrispondente dal 10 febbraio 1881, dell'Accademia Pontaniana di Napoli, di cui fu socio residente dal 18 febbraio 1894, della Società Reale di Napoli, di cui fu socio ordinario residente dal 17 novembre 1894, e dell'Accademia delle Scienze di Torino, di cui fu socio dal 1894.
Morì a Napoli il 31 maggio 1907 per paralisi cardiaca. La sua eredità fu tenuta viva dalla tradizione di studi balistici della Scuola d’applicazione d’artiglieria e genio di Torino, che vide avvicendarsi studiosi come Ettore Cavalli e Filippo Burzio, cui si deve la risoluzione del "secondo problema balistico".